# التلال في فلسطين
تنقسم التلال في فلسطين لنوعين تلال طبيعية وتلال اصطناعية تتوزع في شتّى أنحاء من البلاد، ولا سيما في تلك البقاع قليلة الارتفاع التي لا يزيد علوها على 400 –500م عن سطح البحر. لكن هناك تلالاً في أجزاء تقع دون مستوى سطح البحر أيضاً، كما هي الحال في منطقة غور الأردن والأغوار الثانويّة المتفرعة منه.
أما التلال الطبيعيّة فهي أكثر انتشارًا، وتكثر في الشريط الساحلي، أي في السهل الساحلي الفلسطيني وسهل عكا حتى حدود فلسطين مع لبنان. وتنتشر أيضاً في نطاق قواعد جبال فلسطين الوسطى وسفوحها الغربية، وفي وادي الأردن والغور، ولا سيما في منطقة (الكنار). وتوجد أيضاً في النقب جنوب فلسطين. وتختلف أشكال وبنية التلال في كل منطقة.

## أنواع التلال
- تلال السهل الساحلي الفلسطيني: تمتاز تلال السهل الساحليّ الفلسطينيّ بكونها رملية البنية والتركيب مؤلفة من كثبان ،رواسب رملية ثابتة قديمة ذات حبات وذرات رملية يربطها ملاط كلسي يمنع انتقالها مع الرياح. ويغلب اللون الأحمر على هذه الرمال، وتعرف في فلسطين باسم الكركر أو الكركار . والسائد في أشكال تلال الكركر الشكل الطولي المؤلف من سلاسل متوازية تتفق مع محور سير الساحل. وعدد هذه السلاسل ثلاث متتالية من الغرب باتجاه الداخل. وقد يصل ارتفاع بعض التلال الساحل إلى أكثر من 100 م، ويتراوح عرضها بين 300 و500م ، أما أطوالها فقد تصل إلى أكثر من كيلومتر.[3]

- تلال قواعد الجبال: تنتشر هذه التلال عند نهايات السفوح الغربية لجبال فلسطين الوسطى ، ونطاق التقائها بالهوامش الشرقية للسهل الساحلي الفلسطيني. وهي تلال متفرقة ذات أشكال متعددة و ارتفاعات متفاوتة. وهي من الناحية العددية أقل من تلال السهل الساحلي الفلسطيني، لكنها أعلى منها. إن الارتفاع العام القليل (300 -400م)، صخور هذه التلال ذات مبنى طري. ومن أشهرها : تلال الخليل، رام الله وتلال نابلس.[3]

- تلال القدس : هناك مجموعة من التِّلاَل متوسِّطة الارتفاعات التي تقع بداخل المدينة وبجوارها؛ ومن أهمها: تل "الغول"، وتل "الكابوس"، وتل "النصبة"، وتل "القرين"، وتل "صرعة"، وتل "شلتا"، نستعرضها كما يلي: تل "الغول": من تلال المدينة ذاتها ويقع على بعد 6 كيلومترات إلى الشمال من مدينة "القدس"؛ ويبلغ ارتفاعه عن البحر نحو 839 مترًا، اما عن باقي تلال القدس فهي مشابهة لتلال قواعد الجبال من حيث البنية.[3]

- تلال غور الأردن: تميل السفوح الشرقية لجبال فلسطين على أرض الغور انحدارات شديدة قاسية ومن ارتفاعات كبيرة نسبية. قد أثرت السيول والروافد الهابطة من جبال المركز، الصابة في نهر الأردن في هذه الأراضي الطرية الصخور، فتعددت تكوينات اللسان بشدة و تجزأت إلى تلال مخروطية لا حصر لها، تعرف في غور الأردن باسم الكنار (جمع كنر)، وتعني: سنام الجمل. وتلال الكنار هذه صغيرة، بيضاء اللون، قليلة الارتفاع (15 -30م)، طرية المواد، ذات مظهر جاف لانعدام الغطاء النباتي، ولقلة الأمطار الهاطلة عليها (أقل من 200 مم).[3]